# Фаленопсис ієрогліфічний
Фаленопсис ієрогліфічний (лат. Phalaenopsis hieroglyphica) - епіфітна трав'яниста моноподіальна рослина родини орхідні.
Вид не має усталеної української назви, в україномовних джерелах зазвичай використовується наукова назва Phalaenopsis hieroglyphica.

## Синоніми
- Phalaenopsis lueddemanniana var. Hieroglyphica Rchb.f., 1887 basionym
- Polychilos hieroglyphica (Rchb.f.) Shim, 1982

## Біологічний опис
Стовбур укорочений, повністю покритий основами 2-8 листків.
Листя зелене, блискуче до 25-30 см довжиною, 5-9 см шириною.
Квітконіс до 30 см завдовжки, 3-8 квітковий, може гілкуватися. Не пошкоджені квітконоси можуть цвісти повторно.
Квіти відкриваються майже одночасно, по 3-4 на кожній гілочці квітконоса. Не в'януть близько місяця. Квіти щільні, воскові, кремово-білі з численними лимонно-жовтими крапками або штрихами, утворюють складний візерунок, діаметром 5-8 см. Мають приємним аромат. Різні клони мають різну інтенсивність запаху .
У природі цвіте влітку-восени. Квітконоси легко утворюють діток. Листочки оцвітини не опадають після запилення, змінюють колір на зелений і починають брати участь у фотосинтезі.

## Ареал,екологічні особливості
Острови Палаван, Лузон, Мінданао і Полілло. (Філіппіни).
Тінисті місцеперебування у вологих тропічних лісах на висотах від 0 до 500 метрів над рівнем моря.
Мінімальна і максимальна температура повітря (день\ніч) в Surigao на острові Мінданао: 

Січень - 23-28\19-24°С

Лютий - 23-29\20-26°С

Березень - 23-29\20-26°С

Квітень - 23-31\21-28°С

Травень - 24-31\21-27°С

Червень - 24-31\21-27°С

Липень - 24-31\22-27°С

Серпень - 24-31\22-27°С

Вересень - 24-31\22-27°С

Жовтень - 24-31\21-27°С

Листопад - 24-29\21-24°С

Грудень - 24-28\19-24°С
Відносна вологість повітря - 66-95%.
Phalaenopsis hieroglyphica включений до Додатка II Конвенції CITES. Мета Конвенції полягає в тому, щоб гарантувати, що міжнародна торгівля дикими тваринами і рослинами не створює загрози їх виживанню.

## Історія
Введено в культуру в Європі в 1887 р. доктором Лоу, якому кілька екземплярів рослин в подарунок прислав доктор Боксолл. З систематикою цього виду остаточно визначилися в 1969 р. 
 Назву отримав через схожість малюнка на пелюстках з ієрогліфами.

## У культурі
Температурна група - тепла. У культурі нормально росте при температурах вище 22°С і вологості повітря 60-80%. Рекомендується використовувати зволожувач повітря.
Вимоги до світла: 1000-1200 FC, 10760-12919 lx.
Можна вирощувати на північних підвіконнях і при штучному освітленні. Не переносить пряме сонячне світло. Субстрат завжди повинен бути злегка вологим. pH субстрату не повинен перевищувати 7,5. 
 Надлишок води викликає грибкові захворювання і бактеріози.
При інтенсивній агрокультурі зацвітає в 2-3 річному віці .
Загальна інформація про агротехніку у статті Фаленопсис.

## Первиннігібриди
- Arlington - hieroglyphica х pulchra (P. Lippold) 2006
- Donna Louise - violacea х hieroglyphica (L. Dewey) 2004
- Frenchy's Plastic Yellow - amboinensis х hieroglyphica (Frenchy (MJ Bates)) 2004
- Martina Lippold - bellina х hieroglyphica (Paul Lippold) 2002
- Yardstick - fasciata х hieroglyphica (Beard) 1969